# アナ・ハーツホン

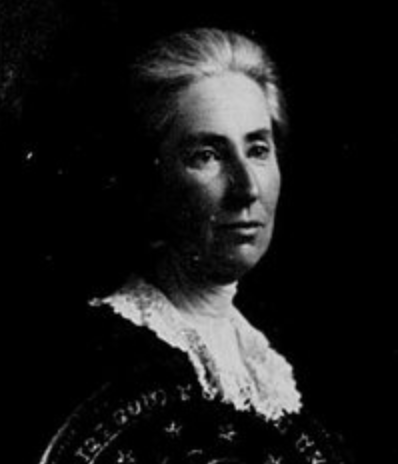
アナ・ハーツホン。1915年（大正4年）。

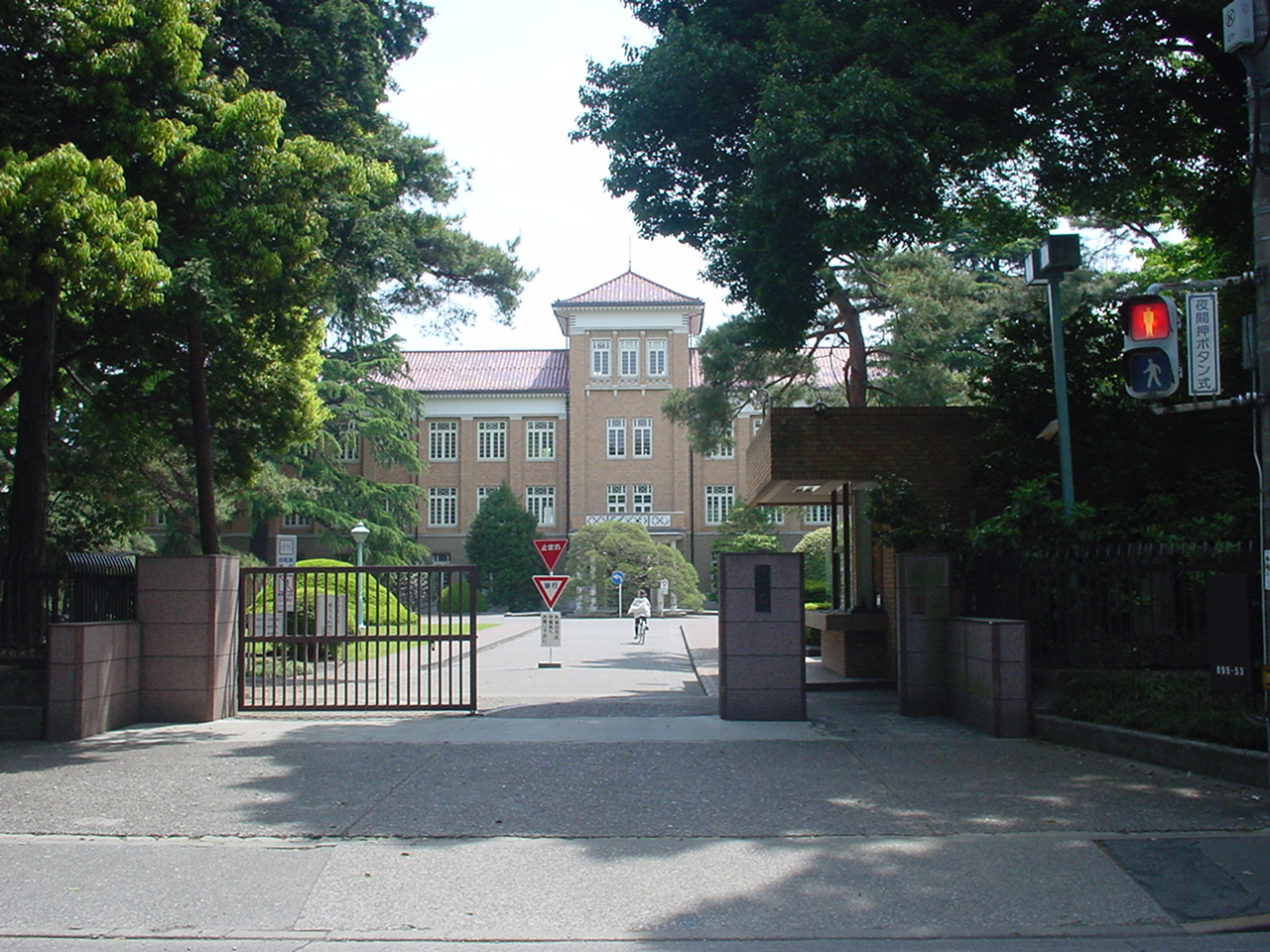
ハーツホン・ホール（津田塾大学・小平キャンパス本館）。2006年（平成18年）。

アナ・コープ・ハーツホン（Anna Cope Hartshorne、1860年1月8日〈安政6年12月16日〉 - 1957年〈昭和32年〉10月2日）は、日本で活動したアメリカ人教育者。
1900年（明治33年）に日本で女子英学塾（現：津田塾大学）を創設した津田梅子を助けるため、1902年（明治35年）に来日し、1940年（昭和15年）にアメリカに一時帰国するまでの38年間、一度も報酬を受け取らずに塾で教鞭を執り続け、関東大震災によって存亡の危機に立たされた塾を救い、志半ばで病に倒れた梅子の日本の女子教育への思いを引き継いで塾に生涯を捧げた。
津田塾大学・小平キャンパス（東京都小平市。アナの尽力によって建設が可能になった）の本館は、アナの塾への献身を称えて「ハーツホン・ホール」と命名されており、東京都選定歴史的建造物に指定されている。

## 生涯

### 父、ヘンリー・ハーツホン
1860年1月にペンシルベニア州フィラデルフィアで生まれたアナ・ハーツホンは、ヘンリー・ハーツホン（1823年 - 1897年）の、結婚後11年経って授かった一人娘である。父のヘンリーはペンシルベニア大学出身の医師であり、フィラデルフィアで開業しており、敬虔かつ厳格なクエーカーであった。
ヘンリーは、医学書 Essentials of the Principles and Practice of Medicine: Philadelphia, 1867.を上梓していた。1875年（明治8年）、ヘンリーの許諾を得た上で Essentials of the Principles and Practice of Medicine が和訳されて『内科摘要』として日本で出版されると、日本の医学界に歓迎されて版を重ねていた。ヘンリーは、自著が日本で好評を博していることを喜び、日本に好意を持っていた。
ヘンリーは、医師としての社会的・経済的な一定の地位に安住する性格ではなく、常に社会貢献の道を模索していた。一人娘のアナが成長するに連れて女子教育への関心を強め、自ら全寮制の女学校を設立するなどの試行錯誤を重ね、クエーカーが1885年にフィラデルフィア郊外に設立した女子大学であるブリンマー大学の初代学長に立候補したが、ヘンリーの希望は叶わなかった。

### 津田梅子との出会い
アナはペンシルベニア美術学校で絵画を学び、22歳で卒業した。1885年、25歳になったアナは、同年に開校するブリンマー大学の入学試験を受け、優秀な成績で合格したが、最終的には入学を辞退した。亀田帛子は、父のヘンリーがブリンマー大学の初代学長に選ばれなかったことが影響したのだろう、と述べている。
ブリンマー大学への入学を辞退したアナであるが、同学とは縁故が深く、同学のドイツ語教師であるローズ・チェインバリンの研究室を良く訪れていた。ブリンマー大学に留学（1889年〈明治22年〉7月 - 1892年〈明治25年〉8月）していた津田梅子（アナより4歳年下）もチェインバリンの研究室に出入りする学生の一人であった。アナの遺した「覚書」には「ブリンマー大学内のチェインバリンの研究室で、梅子と知り合った」旨が記載されている。

### 日本へ
アナの父のヘンリーは、ブリンマー大学の初代学長への就任の希望が叶わず（1885年）、妻のメアリに先立たれる（1887年）など、意気消沈する出来事が続いていた。1893年、既に70歳の高齢に達していたヘンリーは、医師としての活動は止めてクエーカーの雑誌『フレンズ・レビュー』の編集に携わっていたが、同誌の日本通信員的な立場（訪日中は、毎月数本の原稿を同誌に書き送っていた）で日本に滞在することを決意した。自著『内科摘要』が日本で広く読まれており、日本に好意を持っていたことが影響していた。
ヘンリーは、一人娘かつ唯一の家族であるアナ（33歳）を伴って、1893年（明治26年）秋に来日した。アナは、クエーカーの学校であり、津田仙（津田梅子の父）と関わりが深い普連土女学校（現：普連土学園中学校・高等学校）の高等科で英文学を講じた。アナと津田梅子の間では、アメリカ時代の友情が復活した。
ヘンリーとアナは、同じくクエーカーで親しくしていた新渡戸稲造（当時は札幌在住）宅で1894年（明治27年）の夏を過ごした後、同年8月にアメリカに帰国した。
いったんはアメリカに戻ったヘンリーであるが、日本にキリスト教を伝えることが自分の最後の任務であると考え、翌年の1895年（明治28年）9月にアナを伴って再度来日して、各地で活発に講演を行ってキリスト教の布教に邁進し、日本に骨を埋める覚悟を固めた（当初は、1年で帰国する予定であった）。1897年（明治30年）2月11日に日本で病死したヘンリーは、東京・青山霊園の外国人墓地に今も眠っている（享年75歳）。
津田塾大学は、創立90周年記念事業としてヘンリーの墓碑を改築した。改築されたヘンリーの墓碑には「津田塾大学の恩人 Anna C. Hartshorne の父」と刻まれ、墓碑は津田塾大学によって守られている。

### 津田梅子の盟友となる
1897年（明治30年）2月、父であるヘンリーを失った37歳のアナは、異国の日本に一人残された。この時、アナを励まし、「理想の女子高等教育機関を日本に創設したい」という自らの夢を熱く語ったのが津田梅子であった。アナは、梅子の夢の実現を全力で助けることを約した。
アナは、後に下記のように回想している。
アナは1897年（明治30年）11月にいったんアメリカに戻り、1902年（明治35年）に Japan and Her People: Philadelphia, 1902.（『日本とその人々』）を上梓した。同書の序文には「ミス・ツダとドクター・ニトベ（新渡戸稲造）の助力」への謝意が記されており、3人の親密さ、信頼関係の強さがうかがえる。
また、新渡戸が1900年に英文で上梓した Bushido; The Soul of Japan: Tokyo, 1900.（『武士道』）の序文（Preface）には、アナへの謝意が記されている。
1898年（明治31年）6月、梅子はデンバーで開催された万国婦人連合大会（デンバー会議）に出席するために渡米し、同年9月にアナがいるフィラデルフィアを訪れた。梅子は、旧知の仲であるモリス夫人（詳細は「津田梅子#モリス夫人との出会い」を参照）、及びアナと久闊を叙し、改めて、梅子の学校（Miss Tsuda's School）の創設と運営への支援を二人に依頼した。
1900年（明治33年）3月、モリス夫人を委員長とし、アナが書記を務める、梅子の学校を支援する組織「フィラデルフィア委員会」（The Philadelphia Permanent Committee for Tsuda College）が発足した。フィラデルフィア委員会は、半年後の1900年（明治33年）9月14日に梅子が開校した女子英学塾（現：津田塾大学）を支える寄付金を継続的に集めて日本へ送り続けた。

### 女子英学塾に着任

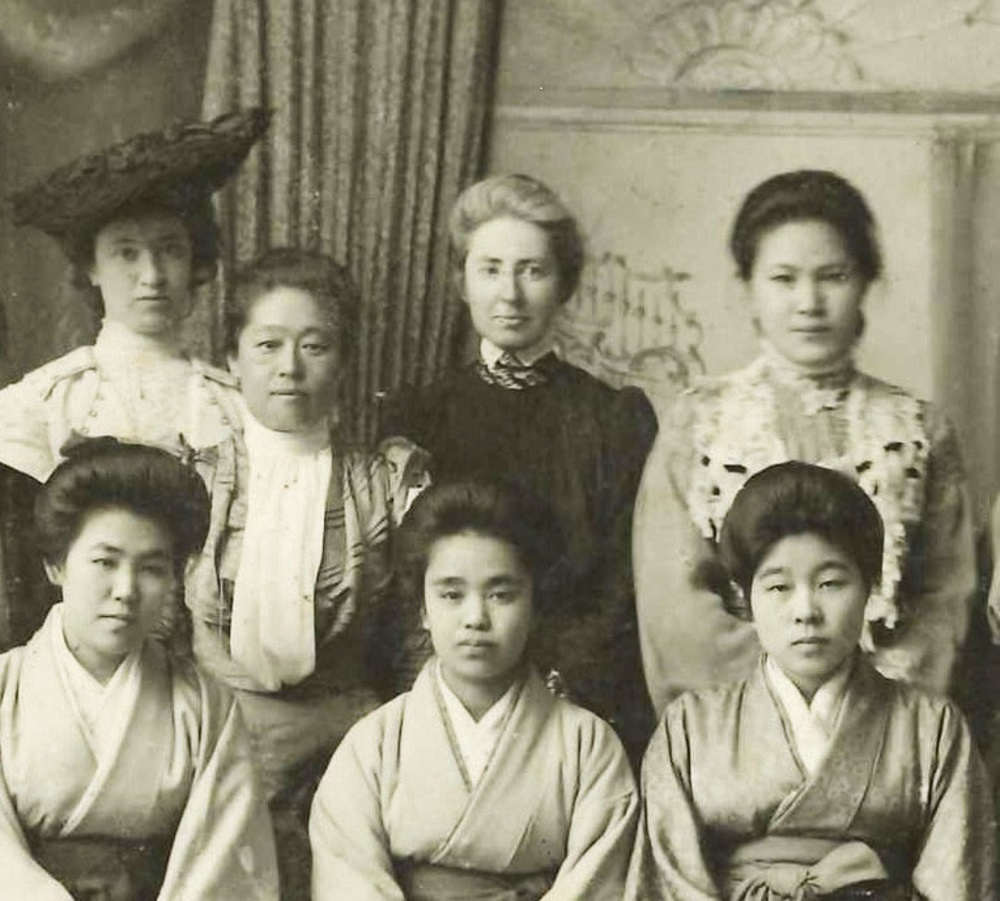
1905年（明治38年）の女子英学塾卒業式にて。後列の左から2人目が津田梅子（40歳）、3人目がアナ・ハーツホン（45歳）、4人目が河合道（27歳）。

1902年（明治35年）5月27日、42歳のアナは三度目となる来日を果たし、女子英学塾の教授陣に加わった。塾の最初の2年間を支えたアリス・ベーコンが2年間の任期を終えて1902年（明治35年）4月8日にアメリカに戻ったのと入れ替わりであった。1902年（明治35年）夏には、東京市麹町区五番町（現：東京都千代田区一番町。イギリス大使館の裏手〈西隣〉であった）で売りに出た土地建物（ミッション系の女学校が入っていた物件）を梅子と二人で見に行き、建物は老朽化しているものの、見晴らしや風通しの良い高台に立地する好条件の土地であると判断し、購入を決断した。
1902年（明治35年）の年末、アナは英語教授法の研究のためにイタリアのフィレンツェに向かった。フィレンツェで、アナは「ベルリッツ・メソッド」（Maximilian Berlitz が開発した、20世紀初頭における最新の外国語教授法）を研究した。
1904年（明治37年）2月、五番町に新築した校舎（1903年〈明治36年〉2月に落成）に移っていた塾に帰任すると、英語・英文学・英文学史・言語学・英語教授法などを十数時間（週当たり）講じて、塾の英語教育を一身に担った。その上で、梅子と同様に五番町の教師館に住み込んでいたアナは、寸暇を惜しんで学生たちの世話をし、学生たちと交流し、全人教育に邁進した。
アナは英語や英会話の教科書を自ら編纂した。アナが編纂した教科書は、女子英学塾以外の高等女学校や専門学校にも採用されて好評を博した。1907年（明治40年）に梅子が1年間洋行した時は、アナが塾長代理を務めた。
1917年（大正6年）の春頃に病を得た梅子は、病状が悪化して行動の自由を失うに至った1919年（大正8年）1月に、塾の社員会に対して「塾長職を辞したい」と伝える書面を送って長い闘病生活に入り、塾の運営から退いた。

### 塾の存亡の危機を救う
1923年（大正12年）9月1日の関東大震災による大火災で、東京市麹町区五番町にあった塾は全焼した。前年の1922年（大正11年）に東京府北多摩郡小平村（現：東京都小平市）に2万5千坪の新校地（現：津田塾大学・小平キャンパス）を取得して、梅子の念願であった「真の女子大学の創設」を目指して募金活動を始めていた矢先であったが、それまでの蓄積のほぼ全てを喪失した塾は、一転して塾の存続すら危ぶまれる窮境に陥った。既に63歳になっていたアナは、自らがアメリカに行って寄付金を募る以外に塾を救う方法はないと決意し、大震災から1か月経たない1923年（大正12年）9月28日に単身アメリカに向かった。パスポートの取得手続きが間に合わず、「避難客」扱いでの乗船であった。
シアトルに着いたアナは、安孫子余奈子（1880年 - 1944年。津田梅子の実妹かつ塾の卒業生で、サンフランシスコに在住していた）の協力を得て、余奈子と共にフィラデルフィアに到着すると、1900年（明治33年）以来存続していた「フィラデルフィア委員会」を母体とする、「女子英学塾臨時救済委員会」（Tsuda College Emergency Committee）を組織して、50万USドル（当時の公定為替レートで100万円。2024年現在の貨幣価値では30-40億円）を目標とする募金活動を開始した。なお「50万ドル」は「小平村の新校地に、女子英学塾を移転・再建する」のに必要な金額であった。アナは、ボストン・ニューヨーク・シカゴ・ワシントンD.C. などアメリカ各地を駆け回り、フィラデルフィアとニューヨークの間（約200キロメートル）を蒸気機関車牽引列車で毎週往復するような多忙な日々を送りながら、多数の人と会い、多数の手紙を書いて塾への募金を訴えたが、アナの活動費は全て自弁であった。
アメリカでは、多くの慈善団体が関東大震災に見舞われた日本を救援するための募金活動を行っており、アナの活動の道のりは決して平坦ではなかった。しかし、1926年（大正15年／昭和元年）11月までに20万ドルの寄付金が集まり、残る30万ドルについても目途がつき、アナは日本に戻った。日本国内でも、塾の同窓会員らの努力によって約10万円の寄付金が集まっていた。
長く病床にあった梅子は、1929年（昭和4年）8月16日に満64歳で死去した。
アナの尽力に応えてアメリカから送られた寄付金の総額は、当時の日本円に換算して85万1784円12銭に達し、利子を加えると目標額の100万円を超えた。塾は、五番町の焼け跡に建てた仮校舎から、この資金によって建設された小平キャンパス（1932年〈昭和7年〉5月21日に新築落成式を挙行）に移転して現在に至っている。
津田塾大学公式サイトには、下記のように記されている。
小平キャンパスが落成した1932年（昭和7年）の夏に発行された塾同窓会の会報に、72歳のアナは下記の一文を寄せた。

### 塾との別れ、死去
1930年代に入ると、日本とアメリカの関係は悪化の一途を辿り、アメリカと深い縁を持つ塾は逆風に晒された。しかしアナは日本に留まり、塾の教壇に立ち続けた。
1940年（昭和15年）11月、津田英学塾創立40周年記念祝賀会が開かれた。在職20年以上の教職員が表彰され、80歳となったアナが代表で挨拶した。
アナは、祝賀行事が終わった1940年（昭和15年）11月28日にアメリカに帰国した。あくまでも一時帰国であり、翌年の1941年（昭和16年）5月に日本に戻る予定であった。しかし、日米関係の極度の悪化（1941年〈昭和16年〉12月8日に太平洋戦争が勃発）により、アナの願いは叶わなかった。
故郷であるフィラデルフィアに戻ったアナは、1945年（昭和20年）の日本の敗戦に至るまで、塾の消息を得られないことを悲しんだ。敗戦後に日本を訪れたクエーカーから、塾が戦禍を乗り越えて健在であることを聞いたアナの喜びは大きかった。
フィラデルフィア郊外に所在するクエーカーのナーシングホームで過ごしていたアナは、1957年（昭和32年）10月2日に老衰のため死去した（97歳没）。
1957年（昭和32年）11月3日、東京・小平町の津田塾大学講堂で「ハツホン先生追悼式」が挙行された。
塾同窓会は、小平キャンパスの本館を、アナを記念して「ハーツホン・ホール」と名付けることを大学理事会に申し入れ、承認された。本館の正面玄関右側の壁に、「ハーツホン・ホール」の由来を記し、アナを称える青銅製のプレートが掲げられている。

## 人物像
1902年（明治35年）から1940年（昭和15年）まで40年近く塾に奉仕したアナは、塾から一度も報酬を受け取らなかった。その上で、アナは塾に毎年寄付を重ね、1900年（明治33年）から1930年（昭和5年）までの30年間の累計額は日本円換算で2万5993円72銭、それとは別に関東大震災後のアメリカでの3年間の募金活動に費やした私費は1万0625ドル、1930年（昭和5年）の時点でのアナの塾への拠出金の合計額は日本円換算で4万7243円72銭であった（アナが1930年〈昭和5年〉11月に日本政府から勲六等瑞宝章を授与された時に、塾から日本政府に提出された「アナ・シ・ハツホン女史に関する功績書」による）。さらに、アナは経済的な問題を抱える塾の学生のために日常的に資金援助をしており、その累計額は算定不能であった。
1922年（大正11年）6月に「ミス・ハーツホン20年勤続祝賀謝恩会」が開かれた時のアナの様子を見た同窓生の一人は、下記のようにアナを称えた。
アナがフィラデルフィアで死去した1か月後の1957年（昭和32年）11月3日に東京・小平町の津田塾大学講堂で行われた「ハツホン先生追悼式」において、星野あい（津田塾大学 初代学長）は、女子英学塾に入学して初めて受けたアナの授業で、アナが『カンタベリー物語』冒頭の貧しい敬虔な牧師の話を朗読してくれた思い出を語った上で、下記のように述べた。
亀田帛子は、「アナは、アメリカの一流企業の社債や株式などから成る、生涯の生活費を賄って余りあるだけの金融資産（1938年〈昭和13年〉の時点で、少なくとも10万ドル）を有していた。」という旨の研究成果を述べた上で、下記のように記している。

## 著書
- Japan and Her People, Philadelphia: Henry T. Coates & Co., 1902.
- 家庭の模範（E. P. ヒュース、本田増次郎共著：育成会、1902年12月）
- Thoughts on Ethics: selected from the writings of John Ruskin（ラスキン倫理思想：ハーツホン編著・本田増次郎注解、英学新報社、1903年1月）